# Dream High
Dream High (em coreano:  드림하이, Deurim Hai) é uma série de televisão sul-coreana exibida pela KBS2 em 2011, estrelado por Bae Suzy, Taecyeon, IU, Wooyoung, Eunjung e Kim Soo-hyun.
Um episodio especial, foi exibido em o elenco realizou um show perto de Seul chamado  Dream High Special Concert, foi ao ar em 1 de março de 2011 um dia depois que a série terminou.
A série ganhou um segunda temporada em janeiro de 2012, um ano depois da série original, e tinha outro elenco.

## Enredo
Seis alunos do Kirin High School tem o sonho de se tornarem ídolos do K-pop. Durante seus anos de escola, eles aprendem a desenvolver as suas habilidades no canto, na dança e na composição ao se submeterem a um crescimento pessoal. Eles também passam por sua vida amorosa e começam a desenvolver sentimentos um pelo outro. Cada um dos alunos tem seus próprios pontos fortes e fracos, mas eles se esforçam para aceitar o apoio e a orientação de um ao outro.

## Elenco
Protagonistas
| Ator/Atriz   | Personagem             |
| ------------ | ---------------------- |
| Suzy         | Go Hye-mi              |
| Kim Soo-hyun | Song Sam-dong          |
| Taecyeon     | Jin-gook/Hyun Shi-hyuk |
| Eunjung      | Yoon Baek-hee          |
| Wooyoung     | Jason                  |
| IU           | Kim Pil-sook           |

Professores do Kirin
| Ator/Atriz     | Personagem                        |
| -------------- | --------------------------------- |
| Uhm Ki-joon    | Kang Oh-hyuk                      |
| Lee Yoon-ji    | Shi Kyung-jin                     |
| Park Jin-young | Yang Jin-man                      |
| Lee Byung-joon | Diretor Shi Bum-soo               |
| Lee Yoon-mi    | Maeng Seung-hee                   |
| Baek Won-kil   | Gong Min-chul                     |
| Bae Yong-joon  | Presidente Jung Ha-myung (ep 1-4) |

Estudantes do Kirin
| Ator/Atriz    | Personagem   |
| ------------- | ------------ |
| Jun Ah-min    | Jo In-sung   |
| JOO           | Jung Ah-jung |
| Han Ji-hoo    | Park Do-joon |
| Yoon Young-ah | Lee Lia      |
| Park Jin-sang | Jun Tae-san  |
| Kim Bo-reum   | Ha So-hyun   |

## Trilha sonora
| #  | Titúlo                                | Artista                                     |
| -- | ------------------------------------- | ------------------------------------------- |
| 1  | ""드림하이" (Dream High)"             | Taecyeon, Wooyoung, Suzy, Kim Soo-hyun, JOO |
| 2  | "Someday"                             | IU                                          |
| 3  | "My Valentine" (feat. Park Jin-young) | Taecyeon & Nichkhun                         |
| 4  | "못 잊은 거죠" (If)                   | Park Jin-young                              |
| 5  | "Maybe"                               | Sunye                                       |
| 6  | "사랑하면 안될까" (Can't I Love You)  | Changmin & Jinwoon                          |
| 7  | "가지마" (Don't Go)                   | Junsu & Lim Jeong Hee                       |
| 8  | "어떤이의 꿈" (A Part of This Dream)  | San E (feat. So Hyang of POS)               |
| 9  | "겨울아이" (Winter Child)             | Bae Suzy                                    |
| 10 | "Dreaming"                            | Kim Soo-hyun                                |
| 11 | "못 잊은 거죠 (Inst.)" (If)           | Park Jin-young                              |
| 12 | "Maybe (Inst.)"                       | Sunye                                       |

## Recepção

### Ratings
| Episodio | Data de transmissão     | TNMS ratings   | TNMS ratings                | AGB ratings    | AGB ratings                 |
| Episodio | Data de transmissão     | Em todo o país | Seul (Região metropolitana) | Em todo o país | Seul (Região metropolitana) |
| -------- | ----------------------- | -------------- | --------------------------- | -------------- | --------------------------- |
| 1        | 3 de janeiro de 2011    | 11.3%          | 14.2%                       | 10.7%          | 11.2%                       |
| 2        | 4 de janeiro de 2011    | 11.5%          | 13.9%                       | 10.8%          | 11.4%                       |
| 3        | 10 de janeiro de 2011   | 11.7%          | 13.8%                       | 13.1%          | 13.3%                       |
| 4        | 11 de janeiro de 2011   | 13.4%          | 15.4%                       | 13.8%          | 14.3%                       |
| 5        | 17 de janeiro de 2011   | 13.7%          | 15.8%                       | 15.5%          | 17%                         |
| 6        | 18 de janeiro de 2011   | 13.1%          | 15.9%                       | 15.8%          | 17.1%                       |
| 7        | 24 de janeiro de 2011   | 15.3%          | 17.5%                       | 15.9%          | 17.2%                       |
| 8        | 31 de janeiro de 2011   | 14.9%          | 17.4%                       | 16.3%          | 17.7%                       |
| 9        | 1 de fevereiro de 2011  | 14.9%          | 16.9%                       | 16.7%          | 18.3%                       |
| 10       | 7 de fevereiro de 2011  | 16.7%          | 19.2%                       | 17.6%          | 19.3%                       |
| 11       | 8 de fevereiro de 2011  | 16.6%          | 19.3%                       | 17.9%          | 19.3%                       |
| 12       | 14 de fevereiro de 2011 | 15.8%          | 17.8%                       | 16.7%          | 18.9%                       |
| 13       | 15 de fevereiro de 2011 | 17.2%          | 20.1%                       | 17.9%          | 20.1%                       |
| 14       | 21 de fevereiro de 2011 | 16.4%          | 18.9%                       | 17.6%          | 19.3%                       |
| 15       | 22 de fevereiro de 2011 | 17.2%          | 19.7%                       | 17.9%          | 19.5%                       |
| 16       | 28 de fevereiro de 2011 | 18.2%          | 20.7%                       | 17.2%          | 18.6%                       |
| Média    | Média                   | 14.87%         | 17.28%                      | 15.71%         | 17.03%                      |

## Transmissão internacional
| País          | Emissora                |
| ------------- | ----------------------- |
|               | KBS World               |
| Japão         | TBS                     |
| Filipinas     | ABS-CBN                 |
| Vietname      | HTV2                    |
| Malásia       | 8TV                     |
| Taiwan        | ETTV                    |
| Indonésia     | Indosiar                |
| Singapura     | E City                  |
| Cazaquistão   | El Arna                 |
| Hong Kong     | TVB J2                  |
| Hong Kong     | Drama 1                 |
| China         | Xing Kong               |
| Peru          | Panamericana Televisión |
| Chile         | Etc...TV                |
| Panamá        | SERTV Canal 11          |
| Turquia       | TRT Okul                |
| Tailândia     | CH7                     |
| Roménia       | Euforia Lifestyle TV    |
| Médio Oriente | MBC 1                   |
| Itália        | Super!                  |

## Prêmios e indicações
| Ano  | Prêmio                                        | Categoria                                         | Trabalho nomeado      | Resulto  |
| ---- | --------------------------------------------- | ------------------------------------------------- | --------------------- | -------- |
| 2011 | 4th Korea Drama Awards                        | Melhor Novo Ator                                  | Kim Soo-hyun          | Venceu   |
| 2011 | 4th Korea Drama Awards                        | Prêmo de Popularidade                             | Kim Soo-hyun          | Venceu   |
| 2011 | 47th Baeksang Arts Awards                     | Melhor Novo Ator de Drama                         | Kim Soo-hyun          | Indicado |
| 2011 | 47th Baeksang Arts Awards                     | Melhor Nova Atriz de Drama                        | Suzy                  | Indicado |
| 2011 | 47th Baeksang Arts Awards                     | Ator Popular de Drama                             | Kim Soo-hyun          | Indicado |
| 2011 | 47th Baeksang Arts Awards                     | Atriz Popular de Drama                            | Suzy                  | Indicado |
| 2011 | 6th Seoul International Drama Awards          | Melhor Mini-serie                                 | Dream High            | Indicado |
| 2011 | 13th Mnet Asian Music Awards                  | Melhor OST - "(Someday)"                          | IU                    | Indicado |
| 2011 | SKY PerfecTV! Awards                          | Prêmio Hallyu                                     | Kim Soo-hyun          | Venceu   |
| 2011 | SKY PerfecTV! Awards                          | Grand Prize Award                                 | Dream High            | Venceu   |
| 2011 | 5th Tokyo International Drama Festival Awards | Prêmio Especial para Drama Estrangeiro            | Dream High            | Venceu   |
| 2011 | 3rd Bugs Music Awards                         | O.S.T. do Ano "(My Valentime com Park Jin Young)" | Taecyeon & Nichkhun   | Venceu   |
| 2011 | KBS Drama Awards                              | Excelente Atriz (Mini-serie)                      | Suzy                  | Indicado |
| 2011 | KBS Drama Awards                              | Best Rookie Actor                                 | Kim Soo-hyun          | Venceu   |
| 2011 | KBS Drama Awards                              | Best Rookie Actor                                 | J.Y. Park             | Indicado |
| 2011 | KBS Drama Awards                              | Best Rookie Actress                               | Suzy                  | Venceu   |
| 2011 | KBS Drama Awards                              | Best Rookie Actress                               | IU                    | Indicado |
| 2011 | KBS Drama Awards                              | Melhor Atriz Coadjuvante                          | Eunjung               | Venceu   |
| 2011 | KBS Drama Awards                              | Prêmio de Popularidade                            | Kim Soo-hyun          | Venceu   |
| 2011 | KBS Drama Awards                              | Prêmio de Popularidade                            | Suzy                  | Indicado |
| 2011 | KBS Drama Awards                              | Prêmio de Melhor Casal                            | Kim Soo-hyun and Suzy | Venceu   |
| 2011 | KBS Drama Awards                              | Melhor Atriz Infantil                             | Ahn Seo-hyun          | Indicado |
| 2011 | Cyworld Digital Music Awards                  | Canção do Mês (Fevereiro) - "(Dreaming)"          | Kim Soo-hyun          | Venceu   |
| 2012 | Rose d'Or Awards                              | Prêmio Rosa de Ouro (Crianças e Jovens)           | Dream High            | Venceu   |
| 2012 | 7th Seoul International Drama Awards          | Melhor Drama Coreano                              | Dream High            | Indicado |
| 2012 | 7th Seoul International Drama Awards          | Melhor Atriz Coreana                              | Suzy                  | Indicado |
| 2013 | USTv Students Choice Awards                   | Melhor Telenovela do Exterior                     | Dream High            | Venceu   |